# نادي بيرثيو
نادي بيرسيو الرياضي (بالإسبانية: Club Deportivo Berceo)‏ نادي كرة قدم إسباني ، تم تأسيسه في عام 1948.

## روابط خارجية
- CD Berceo